# Tryb koloru
Tryb koloru – określenie sposobu reprezentacji kolorów w obrazach rastrowych (potocznie zwanych bitmapami).
Wyróżnia się 3 podstawowe tryby koloru:
- tryb czarno-biały – występują w nim wyłącznie białe i czarne piksele,
- tryb monochromatyczny (tzw. skala szarości) – oprócz koloru czarnego i białego występuje cała gama jasności pośrednich (szarości),
- tryb kolorowy – piksele mają przyporządkowane kolory z określonego modelu przestrzeni barw, np. RGB, CMYK i inne.

W grafice komputerowej tryb koloru opisuje jak fizycznie reprezentowane są dane o obrazie rastrowym i dotyczy zapisu w plikach graficznych, systemach wyświetlających (np. GDI, X Window) lub urządzaniach wyświetlających (kartach graficznych). Podział ten obejmuje:
- tryb czarno-biały – piksel zajmuje jeden bit;
- tryb monochromatyczny – piksel zajmuje 1, 2 lub więcej bajtów – wartość liczbowa jest wprost powiązana z jasnością piksela (liniowo lub nieliniowo);
- tryb kolorowy indeksowany – obraz składa się z dwóch części:
  - tablicy kolorów najczęściej o 16 lub 256 pozycjach, w której każdy definiowany jest jak w trybie kolorowym bezpośrednim, zwykle z pełnej dla danego urządzenia palety kolorów;
  - obrazu, w którym każdy piksel jest indeksem do tablicy kolorów – ten sposób zapisu występuje np. w kartach graficznych VGA czy plikach w formacie GIF, gdzie istnieje tablica 256 kolorów, więc indeks zajmuje 1 bajt,
- tryb kolorowy bezpośredni – każdy piksel przechowuje kolor indywidualnie; dla modelu RGB rozróżnia się:
  - high color (15 lub 16 bitów) – piksel zajmuje 2 bajty, gdzie przechowywany jest kolor w formacie 555 lub 565 bitów na każdą składową RGB,
  - true color (24 bity) – piksel zajmuje 3 lub 4 bajty, gdzie 4. bajt jest nieużywany albo służy jako kanał alfa.